# 中島慎三郎
中島 慎三郎（なかじま しんざぶろう、1919年 - 2011年11月23日）は、日本の通訳者、ASEANセンター代表。本名は中島進八郎。インドネシア料理店経営者。

## 略歴
大工になることを志し、1938年（昭和13年）、東京府立実科工業学校（現・東京都立墨田工業高等学校）を卒業し、陸軍航空本部建築課へ勤務。
1939年（昭和14年）、日本大学在学中に徴兵で陸軍野砲兵第一連隊入隊。南支、フランス領インドシナ、中支、マレー半島、シンガポール、スラバヤ、アンボン、西部ニューギニア等を転戦。最終階級は上等兵。インドネシア独立戦争に参加することなく1946年（昭和21年）帰国。
戦後は福田赳夫の通訳を務め、東南アジア問題では様々な献策も行う。また、保守系政治団体「日本を守る国民会議」が東南アジア各国の要人に取材して映画を製作した際には、そのうち数人を紹介する労を取るなど、東南アジア全般に広い人脈を持っていた。
1966年、ASEANセンターを設立し、主宰を務める。事務所は東京都港区にあるインドネシア料理店ビルの地下にあった。
2011年（平成23年）11月23日、死去。享年92歳。

## 主な活動・エピソード
- インドネシア独立の英雄でもあるスカルノ大統領は、その在職が長期化するとともに、当初の清廉さを失い汚職にまみれ、盟友だったハッタ副大統領まで諫言辞任した。1965年9月に起きた親中国派によるクーデター「9月30日事件」後も米国はスカルノ続投支持の方針であったが、中島は藤原岩市（元F機関長）らとともにスカルノを排し、1966年（昭和41年）のスハルト政権誕生に力を尽くした[注 2][要出典]。
- 日本敗戦後、インドネシアにあった日本軍はインドネシア人へ武器を渡すことを連合国軍によって禁じられていたが、宮元静雄（元第16軍作戦参謀）らは膨大な数の武器がインドネシア側へ渡るよう密かに工作した。第16軍司令官は連合国軍によって処刑されたが、インドネシア人はこの武器で英軍、オランダ軍と戦い独立を勝ち取った。中島は、戦後この事実をインドネシア政府へ伝え、インドネシアの歴史教科書の記述を一変させている[注 3][要出典]。
- 名越二荒之助が東南アジアで発掘した「日本を讃える物語」の多くは、名越二荒之助、田中正明、中島慎三郎によるものであり、物語発掘のためにともに現地を取材旅行した。倉田百三門下で中島と同門の玉井顕冶等もこれに協力した。取材旅行ではフィリピン、インドネシア、マレーシア、ビルマ等現地人との通訳を中島が担当した。
- 中島は塩川正十郎や西村眞悟ら政治家との交流があり、西村は中島を「語学の達人」と絶賛している。
- 中島に師事した言論人に江崎道朗がいる。

## 著書
- ASEANセンター編『アジアに生きる大東亜戦争』展転社、1988年　他